# Mobilni virtualni mrežni operater
Mobilni virtualni mrežni operater (eng. Mobile Virtual Network Operator, skraćeno MVNO) pružatelj je mobilnih usluga koji ne posjeduje vlastitu infrastrukturu nego radi preko infrastrukture drugih operatera s kojima je sklopio ugovor. U Hrvatskoj, kako bi tvrtka postala mobilni virtualni mrežni operater, nije potreban javni natječaj, samo dozvola  Hrvatske regulatorne agencije za mrežne djelatnosti.

## Povijest
Na nekim tržištima, potreba za virtualnim operaterima javila zbog potrebe za povećanjem konkurentnosti, dok se u drugim državama javila zbog viška mrežnih kapaciteta koji bi inače bili neiskorišteni.
Prvim komercijalno uspješnim virtualnim operaterom smatra se Virgin UK iz  Ujedinjenog Kraljevstva koji je počeo s radom u studenom 1999. godine.

## Podjela
Postoje tri tipa virtualnih operatera - laki, teški i punokrvni. Laki virtualni operateri koriste malo vlastite tehnološke opreme i više se oslanjaju na rješenja operatera s kojima imaju ugovor. Teški virtualni operateri koriste više vlastite tehnološke opreme. Punokrvni virtualni operateri imaju gotovo svu vlastitu opremu koju i obični virtualni operateri, osim radio-stanica potrebnih za komunikaciju.